# Boomplay
Boomplay alias Boomplay Music est une plateforme de streaming musical lancée en 2015 au Nigeria par TECNO Mobile et l’entreprise technologique NetEase.

## Historique
Boomplay a été introduit en 2015 comme application préinstallée sur les téléphones Tecno Mobile, Infinix (en) et Itel (en) — trois marques populaires en Afrique et appartenant à Transsion Holdings.
En 2018, Boomplay a signé un accord de distribution avec Universal Music Group pour rendre disponible son catalogue sur la plateforme. L’accord a ensuite été élargi pour couvrir 47 pays d’Afrique.
En 2019, la société a levé 20 millions de dollars dans le cadre d'un financement de série A mené par Maison Capital et Seas Capital.
Boomplay a également signé des accords avec Warner Music Group et Sony Music, bien que ce dernier ait retiré son catalogue de Boomplay en 2024.
En octobre 2021, Boomplay est intégré aux classements de streaming de Billboard.

## Fonctionnalités
Boomplay propose un modèle freemium : l’écoute gratuite inclut des publicités, tandis que les abonnés Premium peuvent écouter sans publicité, télécharger de la musique et écouter hors ligne.
La plateforme met particulièrement en avant les musiques africaines (afrobeats, gospel, bongo flava, coupé-décalé, etc.), bien qu’elle propose aussi des contenus internationaux.
Les principales fonctionnalités incluent :
- Des playlists éditorialisées par genre ou humeur ;
- Un mode économie de données ;
- Une section "Buzz" pour l’actualité musicale ;
- Un portail pour les artistes avec statistiques et monétisation[11].

Boomplay est également compatible avec les paiements mobiles locaux, et offre un système de points de fidélité échangeables contre du temps d’écoute ou de la data.